# Cairo Challenger 1997
Il Cairo Challenger 1997 è stato un torneo di tennis facente parte della categoria ATP Challenger Series nell'ambito dell'ATP Challenger Series 1997. Il torneo si è giocato a Il Cairo in Egitto dal 13 al 19 ottobre 1997 su campi in terra rossa.

## Vincitori

### Singolare
Alberto Berasategui ha battuto in finale  Karim Alami con il punteggio di 7–5, 6–3

### Doppio
Tomás Carbonell /  Francisco Roig hanno battuto in finale  Wayne Arthurs /  Eyal Ran con il punteggio di 6–3, 6–3